# Jericho Rosales
Jericó Vibar Rosales (22 de septiembre de 1979, Ciudad Quezón), conocido artísticamente como Jericho Rosales, también como Eco. Es un actor, cantante, compositor y guitarrista filipino. Estudió en la Universidad de Nueva Era, para su Educación Secundaria y más tarde fue descubierto a través del Sr. Coma Bulaga Pogi . Sus relaciones pasadas fueron Kristine Hermosa, Cindy Kurleto y Heart Evangelista. Además tiene un hijo llamado Santino con la exmodelo filipina, Kai Palomares. 
Se ha hecho conocido en Perú y América Latina por su papel como Gabriel "Gael" Nakpil en Puentes de amor, primera telenovela filipina que se emitió en dicho continente.

## Filmografía

### Televisión
- Halik (2018)
- I Can See Your Voice (2018)
- Magpahanggang Wakas (2016)
- Kapamilya Deal or No Deal (2015)
- Bridges of Love (2015) (ABS-CBN)
- Kusinero Cinta (2014) (Global Station Malaysia)
- The Legal Wife (2014)
- It's Showtime (2013)
- Maalaala Mo Kaya: Tsinelas (2012)
- Dahil Sa Pag-Ibig (2012)
- 100 Days to Heaven (2011)
- I Dare You (2011)
- Green Rose (2011)
- Dahil May Isang Ikaw (2009)
- I Love Betty La Fea (2009)
- Kahit Isang Saglit (2008)
- Maalaala Mo Kaya: Gayuma (2008)
- Jericho Date (2008)
- Pangarap Na Bituin (2007)
- Love Spell Presents: Ellay Enchanted (2007)
- Carlo J. Caparas' Ang Panday (2005-2006)
- Bora: Sons of the Beach (2005-2006)
- Masayang Tanghali Bayan (2003-2004)
- Sana'y Wala Nang Wakas (2003-2004)
- Pangako Sa ’Yo (2000-2002)
- Ang Munting Paraiso (1999-2002)
- Richard Loves Lucy (1998-2000)
- Oka Tokat (1997-2000)
- ASAP (1997–presente)
- Esperanza (1997–1999)
- Kaybol (1996-1998)
- Eat Bulaga! (1996-1997) (GMA Network)
- Nagmamahal Pa Rin Sa Iyo Pa Rin

### Películas
- Subject: I Love You (2011)
- Pacquiao: The Movie (2006)
- Ngayong Nandito Ka (2003)
- Forevermore (2002)
- Trip (2001)

## Discografía
- Korona (2012)
- Change (2009)
- Jericho (2008)
- Loose Fit (2006)
- Hunks Live (2001)

## Activismo animal
Durante febrero de 2014, Rosales participó activamente en una campaña para Free Mali, el elefante solitario que ha vivido en un recinto pequeño y concreto en el Jardín botánico y Zoológico de Manila durante más de 35 años. La campaña está dirigida por el grupo de derechos de los animales PETA (People for the Ethical Treatment of Animals) y trabaja para que Mali sea transferida al Boon Lott's Sanctuary en Tailandia, donde se le proporcionará todo el cuidado y entorno natural que el zoológico de Manila no le puede brindar. Rosales mostró su apoyo posando para una fotografía sosteniendo un letrero que dice "JERICHO ROSALES WANTS MALI FREED" ("JERICHO ROSALES QUIERE A MALI LIBERADO").